# Zygmunt Niedźwiecki
Zygmunt Jan Niedźwiecki (ur. 8 marca 1864 we Lwowie, zm. 28 marca 1915 w Krakowie) – polski prozaik, dziennikarz i tłumacz.

## Życiorys
Uczył się w Gimnazjum św. Jacka, ale przed maturą został usunięty ze szkoły. Niemal przez całe życie mieszkał w Krakowie, gdzie zajmował się dziennikarstwem, współpracując głównie z czasopismami Nowa Reforma i Naprzód (od 1896). Wyznawał wówczas idee socjalistyczne.
Był zaangażowany w dziedzinie literackiej od czasów gimnazjalnych. Od 1890 publikował w czasopismach drobne szkice i nowele, zebrane potem w tomie Słońce (1892), co stało się dzięki wsparciu swojego protektora, Mieczysława Pawlikowskiego. Ulegał tendencjom naturalistycznym, prezentując pesymistyczny obraz społeczeństwa i podlegającego zwierzęcym instynktom człowieka. Ogłosił drukiem 19 książek: nowele, fraszki, szkice i humoreski, które zyskały mu znaczną popularność i uznanie.
Dokonywał licznych przekładów, głównie z literatury francuskiej (Daudet, Maupassant, Mendès, Zola) i angielskiej (Twain, Poe).

## Twórczość
- Słońce – nowele i szkice (1892)[1]
- Jedyne dzieło – nowele i szkice (1893)[1]
- U ogniska – szkice (1894)[1]
- Grzech – nowele (1895)[1]
- Sam na sam – nowele i szkice (1895)[1]
- Pneumatyk nr 301 – szkice (1896)
- Topielec – nowele (1897)
- Dobro publiczne – fraszki (1898)[1]
- Sposób na dyabła – szkice (1899)[1]
- Liść figowy – fraszki (1901)
- Lekcya życia – fraszki (1903)
- Erotyki – opowiadania (1904)
- Humoreski sceniczne dla jednej i dwu osób grających, 2 t. (1904)
- Oczy – nowele i szkice (1905)[1]
- Czarna pantera – fraszki (1908)
- J. Król. Mość Boa Dusiciel – fraszki (1908)
- Nowe erotyki – opowiadania (1908)